# ثيو يانسن (رسام)
ثيو يانسن (بالهولندية: Theo Jansen)‏ هو فنان تشكيلي وفنان ورسام هولندي، ولد في 17 مارس 1948 في Scheveningen ‏ في هولندا.

## وصلات خارجية
- ثيو يانسن على موقع IMDb (الإنجليزية)
- ثيو يانسن على موقع إن إن دي بي (الإنجليزية)